# Guilherme de Chartres
Guilherme de Chartres (em francês: Guillaume de Chartres) (* 11?? - † 1218) foi um Grão-Mestre dos Cavaleiros Templários entre 1210 e 1218.
Proveniente de Champanhe (província)|Champanhe]], Guilherme de Chartres entrou na Ordem, quando ele era muito jovem. Foi admitido pelos irmãos da Preceptoria de Sours, localizado perto de Chartres. A rota de De Chartres na Ordem antes da sua eleição como Mestre é um pouco desconhecido. O que se sabe é que ele foi eleito Mestre no início de 1210, algum tempo após a morte de Phillipe de Plessis no final de 1209. Ele talvez foi também preceptor do castelo de Saped antes de 1188, quando os exércitos de Saladino o tomaram. O primeiro ato oficial de De Chartres veio em seu primeiro ano como Mestre quando ele foi chamado para ajudar na coroação de Jean de Brienne como o novo rei de Jerusalém. Este foi, naturalmente, apenas o título honorífico para De Brienne como Saladino havia controlado a cidade desde 1187.
Em 1211, o conflito com o rei da Armênia acabou e os Templários retornaram às suas fortalezas. No início de seu mandato como Mestre, de Chartres construiu a fortaleza de Château-Pèlerin (Athlit), na estrada entre Cesareia e Haifa. De acordo com Crônicas, esta fortaleza causou mais danos aos muçulmanos que todo o exército em combate. Bem como a construção de fortalezas, Guilherme de Chartres também fez-se ocupado com os problemas da Reconquista na Península Ibérica. Ele enviou uma série de reforços e equipamentos para a área.  Em 1212, os Templários participaram vitoriosamente na Batalha de Navas de Tolosa. Esta batalha marcou um passo importante na "Reconquista". Em 1217, os Templários participaram na batalha e o cerco de Alcazar de Segóvia. Durante esse tempo, a influência dos Templários no reino de Espanha atingiu o seu auge. Reis e grandes senhores ofereceram vários domínios e fortalezas para a Ordem, como a cidade de Tortosa (sul da Catalunha) e o castelo de Azuda (Sudda).
Outros eventos de 1217 incluíram a saída dos exércitos da Quinta Cruzada à Terra Santa. Além disso Jean de Brienne (rei de Jerusalém), Andre II (Rei da Hungria), e Pelage (o legado pontifício) decidiram invadir o Egito pelo mar, começando em Damieta. Contra o seu julgamento, Guilherme de Chartres era obrigado a seguir essa conquista. O cerco à cidade de Damieta durou 18 meses. Durante este tempo todos os ataque falharam. Para piorar a situação, entraram em conflito em relação ao comando do exército, isso permitiu aos muçulmanos enviarem um exército para reforçar Damieta. Guilherme de Chartres chefiou o exército dos Templários à medida que foi se deparava com estes reforços, na tentativa de salvar as tropas cristãs de um grande desastre. Guilherme de Chartres morreu perante Damieta em agosto de 1218, não nas mãos dos muçulmanos, mas por causa da praga que se espalhou por todo o exército franco.